# Scorpidium cossonii
Scorpidium cossonii là một loài Rêu trong họ Amblystegiaceae. Loài này được (Schimp.) Hedenas miêu tả khoa học đầu tiên năm 1989.